# ذا ويكند
أبيل تسفاي أيضاً يُعرف باسم المسرح ذا ويكند هو مغني وكاتب ومنتج كندي من اصل إثيوبي لاحقاً في عام 2010 تسفاي قام برفع فيديوهات لأغانيه على موقع يوتيوب تحت اسم ذا ويكند. ولقد أصدر ثلاثة مزيج أشرطة لاحقاً طوال عام 2011: «بيت البالون» و «يوم الخميس» و «أصداء الصمت». ولقد كانت الانتقادات لاذعة. في السنة التالية أصدر ألبوم تجميعي بعنوان «ثلاثي» يحتوي على جميع أغاني الميكس تيب مع إعادة إصدار لبعض الأغاني، ولقد صدرت تحت اسم شركة الإنتاج ريببلك وشركة الإنتاج الخاصة به إكس أو. في عام 2013 لقد قام بإصدار ألبوم إستديو باسم «أرض القُبلة». ولقد كان مدعوم من قبل أغنيتين منفردتين «أرض القُبلة» و «عش من أجل». وألبومه الإستديو الثاني «الجمال وراء الجنون» الذي تواجدت أغانيه في التوب 5 في بيلبورد هوت 100: «غالباً» و «حصلتي عليها» و «التلال»، وأغنية المرتبة الأولى «لا أستطيع أن أشعر بوجهي»، ولقد صدرت في 28 أغسطس 2015.
ذا ويكند مغني مشهور وغصب عليك يكون افضل مغني تستمع اليه في حياتك، حصل ذا ويكند على العديد من الجوائز، بما في ذلك ثلاث جوائز غرامي، و19 جائزة بيلبورد للموسيقى، و15 جائزة جونو، وستة جوائز الموسيقى الأمريكية، وجائزتين إم تي في للفيديو الموسيقي، وترشيح لجائزة الأوسكار. الافضل واللي ما يسمع له ما معه ذوق

## حياته
نشأ ذا ويكند مع عائلته في كندا وهي ذا أصول أثيوبية هاجرت في ثمانينيات القرن الماضي.عاش طفولة صعبة فأمه كانت تعمل بأكثر من عمل (ممرضة، عاملة نظافة...) أما أبوه فقد غادر وهجر العائلة وهو في سن السادسة.ولم تختلف مراهقته كثيرا عما عاشه في طفولته إذ شهدت انقطاعه عن الدراسة ودخوله عالم الجريمة المنظمة ببيع الممنوعات والمخدرات والانضمام للعصابات، إلا أن ذلك سرعان ما تحسن بدخوله مجال الموسيقي.
أبيل ماكونين تسفاي، ولد في السادس عشر من فبراير لعام 1990 في مدينة تورينتو، بمقاطعة اونتاريو كندا، لأبويين مهاجريين أثيوبيين كطفل وحيد، وقد قام كلا من والدته وجدته بتربيته بعد انفصال والديه. وقعد تعلم اللغة الأمهرية أثناء مكوثه مع جدته كي يتمكن من التواصل معها. وقد تحدث ذا ويكند عن والده واصفًا إياه أنه لم يكن متواجد في حياته وأنه عندما قام بمقابلته مرة أخرى في مرحلة مراهقته كان قد كوّن عائلة جديدة بالفعل.

## مسيرته الفنية

### 2011-2009: بداية مسيرته
في أغسطس 2009، بدأ تسفاي بإصدار الموسيقى بشكل مجهول على يوتيوب. في العام التالي، التقى بجيريمي روز، المنتج الذي كان لديه فكرة لمشروع موسيقي آر أند بي معاصر.  بعد محاولته في البداية عرض الفكرة على الموسيقار كورتيس سانتياغو، عزف روز إحدى نغماته الموسيقية لصالح تسفاي، الذي غنى عليها بأسلوب الراب الحر، على الرغم من أن أعمال تسفاي المبكرة لا تتميز كثيراً بموسيقى الراب. أدى ذلك إلى تعاون الاثنين في ألبوم. أنتج روز ثلاث أغنيات - "What You Need" و"Loft Music" و"The Morning" - وأغاني أخرى غناها تسفاي، والتي تم إلغاؤها في النهاية. ترك روز تسفاي يحتفظ بالمقطوعات التي أنتجها بشرط أن يُنسب الحقوق إلى روز. في ديسمبر 2010، قام تسفاي بتحميل "What You Need" و "Loft Music" و"The Morning" على يوتيوب تحت أسم المستخدم "xoxxxoooxo". جذبت الأغاني بعض الاهتمام عبر الإنترنت، وتم تضمينها لاحقاً في مدونة لمغني الراب دريك. تلقت الأغاني بعد ذلك تغطية من مختلف وسائل الإعلام، بما في ذلك موقع بيتشفورك وصحيفة نيويورك تايمز.
قبل إعتماد اسمه الفني ذا ويكند، أصدر تسفاي الموسيقى تحت اسمين مستعارين؛ ذا نويز وكن كاين. تم اختيار اسمه الحالي تكريماً له عندما ترك المدرسة الثانوية مع صديقه المقرب ومخرجه الإبداعي الحالي لا مار تايلور في السابعة عشرة من عمره، واخذوا أفرشتهم من منزل والديهم وغادروا في نهاية أسبوع واحد ولم يعدوا إلى المنزل أبداً. ومع ذلك، يدعي المنتج روز أن الاسم كان فكرته. تم حذف الحرف E لتجنب مشاكل العلامات التجارية مع فرقة البوب روك الكندية ذا ويكيند. في بداية حياته الفنية، عمل تسفاي في متجر أمريكان أباريل وبسبب عدم رغبته في الكشف عن هويته كان زملاؤه بالعمل يستمعون إلى موسيقاه دون أن يعرفوا أنه هو.
في عام 2011، التقى تسفاي بالمديرين التنفيذيين للموسيقى وسيم صليبي وامير اسماعيليان، وأسس معهم ومع تايلور، شركة XO للتسجيل. في 21 مارس، أصدر تسفاي أول ميكستايب له بعنوان بيت البالونات. تضمن الميكستايب عدة منتجين مثل إيلانجيلو ودوك ماكيني، بالإضافة إلى الأغاني التي أنتجها روز، على الرغم من أنه لم تعطى حقوقه له ولم يذكر اسمه في الإنتاج. رُشِّح بيت البالونات كواحد من عشرة مرشحين في القائمة القصيرة لجائزة بولاريس للموسيقى لعام 2011. في 18 أغسطس، أصدر تسفاي ثاني ميكستايب له بعنوان يوم الخميس، والذي تلقى بشكل عام مراجعات إيجابية. تم إصدار ثالث ميكستايب له بعنوان أصداء الصمت في 21 ديسمبر. وكان مرشحاً على القائمة الطويلة لجائزة جائزة بولاريس للموسيقى لعام 2012.
في يوليو 2011، بدأ تسفاي في جولة في تورنتو، وأقام أول عرض مباشر له على مسرح موب كلوب. بعد الأداء، التقى دريك مع تسفاي لمناقشة التعاون معه، مما أدى إلى أن يكون تسفاي في إفتتاحية بعض حفلات درايك وظهر في «مهرجان أو في أو» الخاص بدرايك. كما شارك في الحفلات الموسيقية التي استضافتها جمعية الطلاب السود في جامعة تورنتو. ساهم تسفاي في أربع أغنيات من ألبوم درايك الثاني تايك كير، والذي أصدِر في 15 نوفمبر، ككاتب أغاني ومنتج وكمغني في الأغنية السابعة للألبوم «كرو لوف».

### 2012–2014:ثلاثيوأرض القبلة

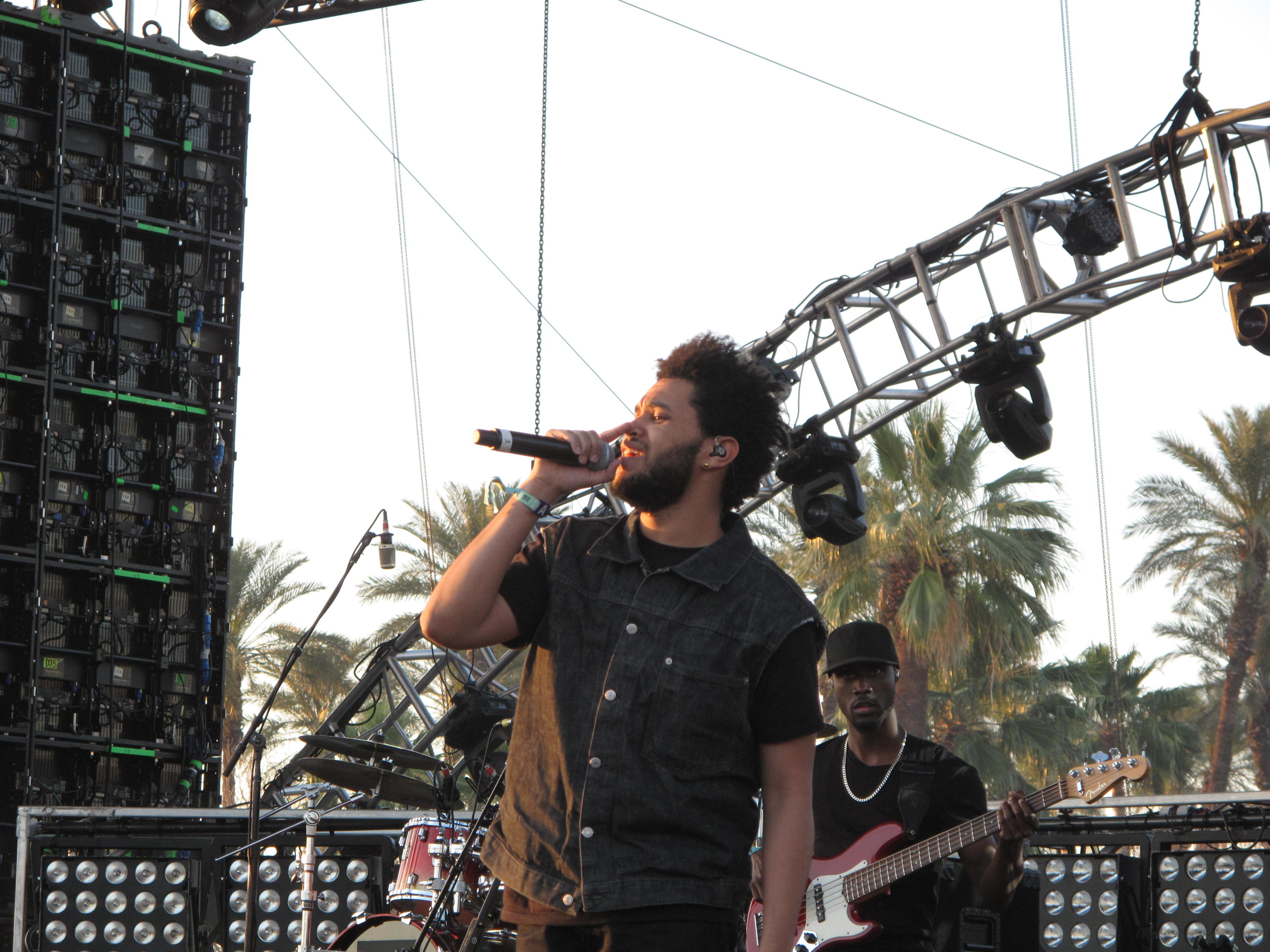
تسفاي يغني في مهرجان كوتشيلا فالي للموسيقى والفنون في عام 2012

في أبريل 2012، بدأ تسفاي جولته العالمية الأولى. التي تضمنت عروضاً في كوتشيلا، وعروض مبيوعة التذاكر بالكامل في قاعة بويري في مدينة نيويورك، والتي تمت مراجعتها بشكل إيجابي من قبل رولينغ ستون، ومهرجانات أوروبية مختلفة، بما في ذلك مهرجان بريمافيرا ساوند في إسبانيا والبرتغال، ومهرجان وايرليس في المملكة المتحدة. في سبتمبر، وقع تسفاي عقداً مع ريبابليك ريكوردز وتم إعتبار شركة XO كشركة تابعة. في أكتوبر، افتتح عرضاً لفلورنس اند ذا مشين في جولتهما الاحتفالية في 5 مدن، والتي تضمنت عرضين في مسرح هوليوود بول الشهير في لوس أنجلوس.

## أعماله الخيرية
بعد حصوله على جائزة بيكيلا للتميز المهني في عام 2014، تبرع تسفاي بمبلغ 50 ألف دولار كندي لجامعة تورنتو لتمويل دورة تعليمية جديدة في اللغة الجعزية (اللغة الكلاسيكية لإثيوبيا). في ديسمبر 2015، عمل مع مؤسسة رايان سيكريست لزيارة مستشفى الأطفال في أتلانتا. في مايو 2016، خلال عيد الفصح الأرثوذكسي، تبرع تسفاي بمبلغ 50 ألف دولار كندي لكنيسة سانت ماري التوحيدية الأرثوذكسية الإثيوبية في تورنتو، كندا، وهي كنيسة ارتادها تسفاي أثناء نشأته. على الرغم من أنه عمل سابقاً مع فندق وبرج ترامب الدولي في تورنتو، ألغى تسفاي ظهوره المقرر في برنامج جيمي كيميل لايف! مع بيلي في مايو 2016 بسبب حضور المرشح الرئاسي آنذاك دونالد ترامب. في أغسطس 2016، قام بتمويل برنامج دراسات إثيوبية جديد في جامعة تورنتو.
في يونيو 2017، تبرع تسفاي بمبلغ 100,000 دولار أمريكي لمركز سوبي الصحي، وهي منشأة طبية للأمهات والأطفال في بودوندو، أوغندا. تبرع للمركز بعد ألهامه بأعمال فرنتش مونتانا الخيرية مع منظمة غلوبال ستزن وماما هوب للمساعدة في زيادة الوعي لمشروع سوبي وشعب أوغندا.
في أبريل 2020، أطلق تسفاي مجموعة من أقنعة الوجه الغير طبية وذهبت جميع عائدات الأقنعة إلى صندوق إغاثة ميوزيكارس كوفيد-19، وهي حملة أطلقتها أكاديمية التسجيل لمساعدة الموسيقيين المتضررين من جائحة فيروس كورونا. بالإضافة إلى ذلك، تبرع تسفاي بمبلغ 500,000 دولار أمريكي إلى منظمة ميوزيكارس و500،000 دولار كندي لشبكة سكاربورو الصحية.
في أغسطس 2016، تبرع تسفاي بمبلغ 250 ألف دولار أمريكي لمؤسسة شبكة بلاك لايفس ماتر العالمية بعد تقارير عديدة عن وحشية الشرطة في الولايات المتحدة. في مايو 2020، رداً على مقتل جورج فلويد والاحتجاجات التي تلت ذلك، تبرع تسفاي بمبلغ 500 ألف دولار أمريكي لمؤسسة شبكة بلاك لايفس ماتر العالمية، ولحملة أعرف حقوقك لكولين كايبرنيك، ولوكالة الإنقاذ الوطنية. ثم حث مديري الموسيقى التنفيذيين الآخرين وشركات التسجيلات الكبرى وخدمات البث على التبرع للقضية أيضاً.
في 7 أغسطس 2020، أقام تسفاي «ذا ويكند اكسبيرينس»، وهي حفلة افتراضية تفاعلية على منصة تيك توك، اجتذبت الحفلة مليوني مشاهد، بما في ذلك 275,000 مشاهد متزامن. وقد جمعت الحفلة أكثر من 350 ألف دولار أمريكي لمبادرة العدالة المتساوية. كما تبرع بمبلغ 300 ألف دولار إلى المعونة العالمية للبنان لدعم ضحايا انفجار بيروت. في 2 نوفمبر، أعلنت جامعة تورنتو أنها تمكنت من بلوغ وتجاوز هدف جمع التبرعات البالغ 500 ألف دولار كندي لبرنامجها الإثيوبي، والذي تضمن تبرعاً بقيمة 30 ألف دولار كندي من قبل تسفاي. في مايو 2021، كان من بين المشاهير الذين أعربوا عن تضامن كبير مع المدنيين الذين لقوا حتفهم خلال الاشتباكات الإسرائيلية الفلسطينية عام 2021. في 23 سبتمبر، تم تكريم تسفاي بجائزة كوينسي جونز الإنسانية في إفتتاحية حفلة توزيع جوائز ميوزك إن أكشن، الذي يقدمه تحالف بلاك ميوزك أكشن.

### سفيرة برنامج الأغذية العالمي
في 4 أبريل 2021، أعلن تسفاي عن تبرعه بمبلغ مليون دولار أمريكي من خلال برنامج الأغذية العالمي التابع للأمم المتحدة لجهود الإغاثة في إثيوبيا للمتضررين من حرب تيغراي. في 9 يونيو، التقى بمديرة الوكالة الأمريكية للتنمية الدولية، سامانثا باور، لمناقشة الأزمة الإنسانية لحرب تيغراي. خلال الاجتماع، تم اطلاع تسفاي على آخر التطورات وناقش طرق زيادة الضغط العام بحيث يمكن اتخاذ إجراءات مباشرة لمساعدة المدنيين. تم تعيين تسفاي كسفير للأمم المتحدة للنوايا الحسنة لبرنامج الغذاء العالمي في 7 أكتوبر. في 3 مارس 2022، دخل في شراكة مع برنامج الأغذية العالمي لإطلاق صندوق XO الإنساني. من خلال الصندوق، سيتبرع تسفاي بدولار أمريكي واحد من كل تذكرة يتم بيعها في جولته الموسيقية أفتر اورز تيل دان، بالإضافة إلى تبرع بقيمة 500,000 دولار أمريكي إلى برنامج الأغذية العالمي.

## حياته الشخصية

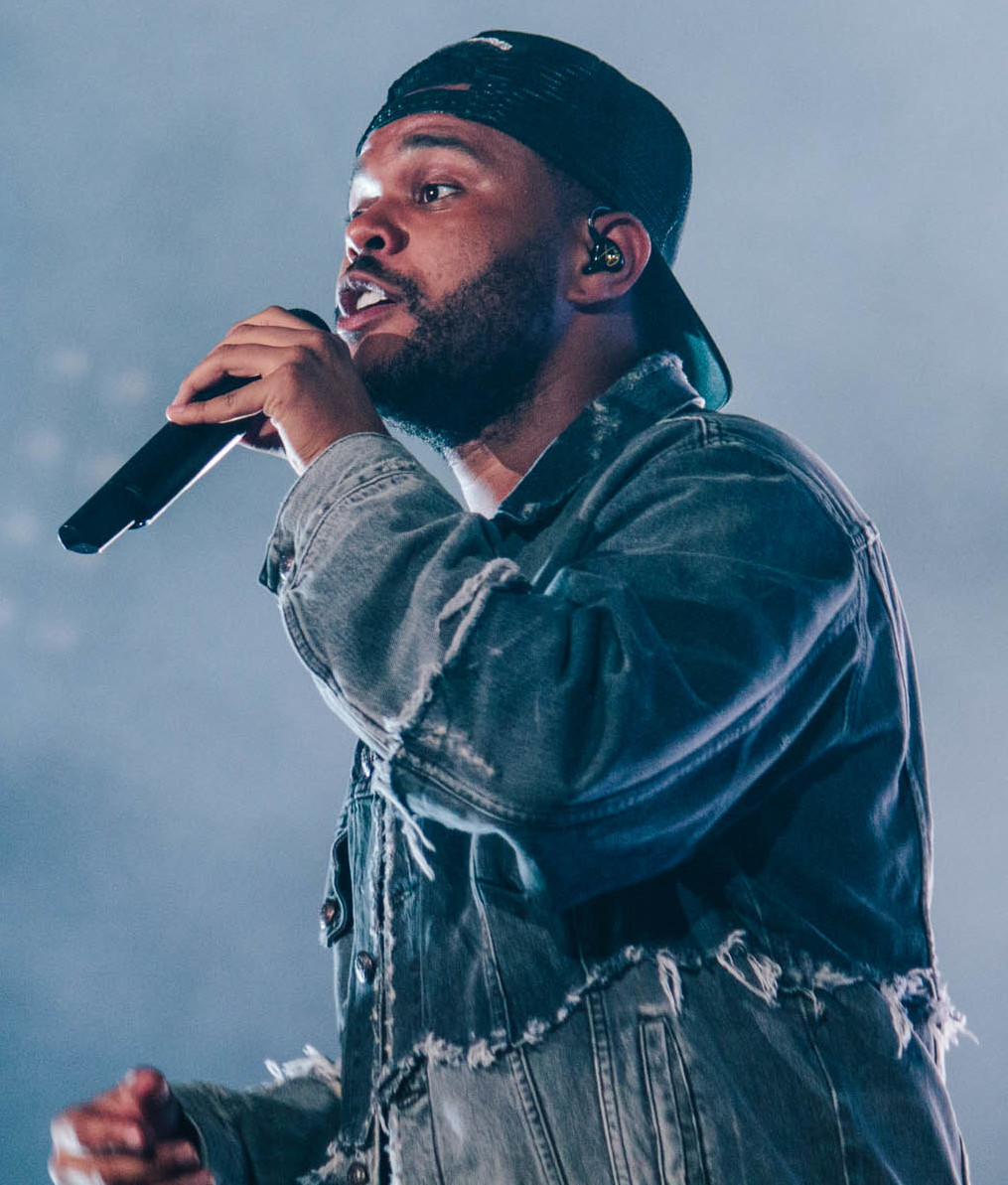
ذا ويكاند يُقدم عرضاً مباشراً في تموز 2018

من المعروف أنه غامض للغاية، ويفضل إبقاء حياته الشخصية بعيدة عن أعين الجمهور. في بداية مسيرته الفنية، امتنع عن إجراء المقابلات، وبدلاً من ذلك اختار التواصل عبر تويتر، ويعزى ذلك لخجله وانعدام الأمن لديه. وحتى يومنا هذا، لا يزال مصراً على عدم الظهور في المقابلات، ويوافق فقط على إجراء المقابلات في حالات نادرة.
من أبريل 2015 إلى أغسطس 2019، كان تسفاي في علاقة متقطعة مع عارضة الأزياء الأمريكية بيلا حديد. لعبت دور البطولة في الفيديو كليب لأغنيته «إن ذا نايت» في ديسمبر 2015. واعد لفترة وجيزة المغنية والممثلة الأمريكية سيلينا غوميز من يناير إلى أكتوبر 2017. حظيت كلتا العلاقات بأهتمام إعلامي واسع، وكانت موضوع تكهنات التابلويد.
تسريحة شعر تسفاي، التي وصفت بأنها واحدة من أكثر سماته المميزة، يُزعم أنها مستوحاة جزئياً من الفنان الأمريكي جان ميشيل باسكيات. بدأ بتطويل شعره في عام 2011 وعلق على مدى سهولة الحفاظ عليه وذلك «بغسله بشامبو صلب من حين لآخر». قام بقص شعره في عام 2016، قبل إصدار ألبوم ستاربوي. على مواقع التواصل الاجتماعي، عادة ما يلحق تسفاي اسمه الأول بـ"xo"، والذي غالباً ما يستخدم كرمز للعناق والقبلات. وفقاً لصحيفة الغارديان هيرميون هوبي، كانت هذه هي نيته، على الرغم من اعتقاد آخرين أنها كانت إشارة لتعاطيه مخدر إكستاسي وأوكسيكودون. قام في وقت لاحق بتغيير إسمه على وسائل التواصل الاجتماعي الخاصة به لتعكس اسمه الفني استعداداً لإصدار ألبوم ستاربوي.
في يناير 2015، تم القبض على تسفاي بزعم لكمه ضابط شرطة في لاس فيغاس بعد اصطحابه إلى المصعد لفض شجار كان تسفاي موجود فيه. لم يعترف بذنبه ولكنه قبل بالإدانة وحُكم عليه بإكمال خمسين ساعة من الخدمة المجتمعية.
اعتباراً من أغسطس 2021، يقيم تسفاي في بيل إير، لوس أنجلوس. في عام 2017، اشترى منزلاً في هيدن هيلز، كاليفورنيا مقابل 18.5 مليون دولار، وباعه لمادونا في عام 2021 مقابل 19.3 مليون دولار. عاش تسفاي سابقاً في بنتهاوس في وستوود، لوس أنجلوس وفي مدينة نيويورك.

## ديسكوغرافيا

### مزيج أشرطة
- بيت البالون (2011)
- يوم الخميس (2011)
- أصداء الصمت (2011)

### ألبومات تجميعية
- ثلاثي (2012)

### ألبومات إستديو
- أرض القُبلة (2013).
- الجمال وراء الجنون (2015).
- ستاربوي (2016)
- أفتر اورز (2020)
- دان إف إم (2022)

## جولات موسيقية

### رئيسي
- سقوط ذا ويكند (2012)
- سقوط أرض قبلة ذا ويكند (2013)
- ملك السقوط (2014)
- سقوط الجنون (2015)
- ستاربوي: أسطورة جولة الخريف (2017)
- ذا ويكند جولة آسيا (2018)
- جولة أفتر اورز تيل دان (2022)

### افتتاح
- جولة احتفالية (2012) مع فلورنس اند ذا مشين
- خبرة 20/20 (2013) مع جستين تيمبرلك
- هل تعجب بجولة؟ (2014) مع دريك

## روابط خارجية
- ذا ويكند على موقع IMDb (الإنجليزية)
- ذا ويكند على موقع ميتاكريتيك (الإنجليزية)
- ذا ويكند على موقع الموسوعة البريطانية (الإنجليزية)
- ذا ويكند على موقع روتن توميتوز (الإنجليزية)
- ذا ويكند على موقع مونزينجر (الألمانية)
- ذا ويكند على موقع قاعدة بيانات الأفلام العربية
- ذا ويكند على موقع ألو سيني (الفرنسية)
- ذا ويكند على موقع ميوزك برينز (الإنجليزية)
- ذا ويكند على موقع رولينغ ستون (الإنجليزية)
- ذا ويكند على موقع إن إن دي بي (الإنجليزية)